# Alpiner Skiweltcup 1980/81
Die Saison 1980/81 des von der FIS veranstalteten Alpinen Skiweltcups begann am 7. Dezember 1980 (Männer) bzw. am 3. Dezember 1980 (Frauen) in Val-d’Isère und endete am 28. März 1981 in Laax. Bei den Männern wurden 31 Rennen ausgetragen (10 Abfahrten, 11 Riesenslaloms, 10 Slaloms). Bei den Frauen waren es 28 Rennen (10 Abfahrten, 9 Riesenslaloms, 9 Slaloms). Hinzu kamen je fünf Kombinationswertungen.
Sowohl für den Gesamtweltcup als auch den Disziplinenweltcup zählten die besten fünf Resultate; ausgenommen war die Kombination, bei der sowohl für die Damen als auch die Herren nur die besten drei Ergebnisse herangezogen wurden. Die Schweiz konnte erstmals den Nationencup und auch erstmals jenen für die Damen gewinnen.
Diese Saison war ein Zwischenjahr ohne Weltmeisterschaften oder Olympische Winterspiele.

## Weltcupwertungen

### Gesamt
| Rang | Name                   | Punkte |
| ---- | ---------------------- | ------ |
| 01.  | Phil Mahre             | 266    |
| 02.  | Ingemar Stenmark       | 260    |
| 03.  | Alexander Schirow      | 185    |
| 04.  | Steve Mahre            | 155    |
| 05.  | Peter Müller           | 140    |
| 06.  | Bojan Križaj           | 137    |
| 07.  | Andreas Wenzel         | 130    |
| 08.  | Harti Weirather        | 115    |
| 09.  | Steve Podborski        | 110    |
| 10.  | Christian Orlainsky    | 105    |
| 11.  | Joël Gaspoz            | 102    |
| 12.  | Leonhard Stock         | 097    |
| 13.  | Jarle Halsnes          | 095    |
| 14.  | Hans Enn               | 093    |
| 15.  | Jacques Lüthy          | 084    |
| 16.  | Bruno Nöckler          | 079    |
| 17.  | Paul Frommelt          | 077    |
| 18.  | Peter Wirnsberger      | 073    |
| 18.  | Waleri Zyganow         | 073    |
| 20.  | Wladimir Andrejew      | 072    |
| 21.  | Jean-Luc Fournier      | 062    |
| 21.  | Boris Strel            | 062    |
| 23.  | Uli Spieß              | 056    |
| 24.  | Toni Bürgler           | 055    |
| 25.  | Franz Gruber           | 053    |
| 26.  | Marc Girardelli        | 051    |
| 27.  | Herbert Plank          | 049    |
| 28.  | Piero Gros             | 048    |
| 28.  | Gerhard Pfaffenbichler | 048    |
| 28.  | Helmut Höflehner       | 048    |
| 31.  | Stig Strand            | 046    |
| 31.  | Pirmin Zurbriggen      | 046    |
| 33.  | Bengt Fjällberg        | 045    |
| 33.  | Hannes Spiss           | 045    |
| 35.  | Gerhard Jäger          | 044    |

| Rang | Name                   | Punkte |
| ---- | ---------------------- | ------ |
| 36.  | Paolo De Chiesa        | 43     |
| 36.  | Franz Heinzer          | 43     |
| 38.  | Ken Read               | 42     |
| 39.  | Wolfram Ortner         | 41     |
| 40.  | Franz Klammer          | 37     |
| 41.  | Jože Kuralt            | 33     |
| 41.  | Josef Walcher          | 33     |
| 43.  | Erwin Resch            | 32     |
| 44.  | Siegfried Kerschbaumer | 31     |
| 45.  | Paul-Arne Skajem       | 28     |
| 46.  | Werner Grissmann       | 27     |
| 46.  | Odd Sorli              | 27     |
| 48.  | Wladimir Makejew       | 26     |
| 49.  | Michael Veith          | 25     |
| 50.  | Conradin Cathomen      | 24     |
| 50.  | Petar Popangelow       | 24     |
| 52.  | Dave Irwin             | 23     |
| 53.  | Even Hole              | 20     |
| 53.  | Dave Murray            | 20     |
| 53.  | Pete Patterson         | 20     |
| 53.  | Walter Vesti           | 20     |
| 57.  | Henri Mollin           | 18     |
| 58.  | Peter Lüscher          | 17     |
| 59.  | Peter Mally            | 16     |
| 60.  | Roberto Grigis         | 15     |
| 60.  | Silvano Meli           | 15     |
| 60.  | Urs Räber              | 15     |
| 60.  | Herbert Renoth         | 15     |
| 64.  | Toshihiro Kaiwa        | 14     |
| 65.  | Giuliano Giardini      | 12     |
| 65.  | Erwin Josi             | 12     |
| 65.  | Chris Kent             | 12     |
| 65.  | Andy Mill              | 12     |
| 65.  | Doug Powell            | 12     |
| 65.  | Bohumír Zeman          | 12     |

| Rang | Name                  | Punkte |
| ---- | --------------------- | ------ |
| 071. | Mike Farny            | 11     |
| 071. | Torsten Jakobsson     | 11     |
| 073. | John Buxman           | 10     |
| 073. | Ricardo Foppa         | 10     |
| 073. | Klaus Gattermann      | 10     |
| 073. | Lars-Göran Halvarsson | 10     |
| 073. | Christian Neureuther  | 10     |
| 073. | Hiroaki Ōtaka         | 10     |
| 073. | Hubert Strolz         | 10     |
| 080. | Shin’ya Chiba         | 09     |
| 080. | Alex Giorgi           | 09     |
| 080. | Peter Roth            | 09     |
| 083. | Kurt Gubser           | 08     |
| 083. | Frank Wörndl          | 08     |
| 085. | Robert McKee          | 07     |
| 085. | Ernst Riedelsperger   | 07     |
| 087. | Grega Benedik         | 06     |
| 087. | Didier Bouvet         | 06     |
| 087. | Hubert Nachbauer      | 06     |
| 087. | Sepp Wildgruber       | 06     |
| 091. | Albert Burger         | 04     |
| 091. | Patrick Lamotte       | 04     |
| 091. | Alain Navillod        | 04     |
| 091. | Ivan Pacák            | 04     |
| 091. | Philippe Pugnat       | 04     |
| 091. | Marco Tonazzi         | 04     |
| 097. | Miroslav Oberstar     | 03     |
| 098. | Michel Canac          | 02     |
| 098. | Klaus Heidegger       | 02     |
| 098. | Gérard Rambaud        | 02     |
| 098. | Rune Säfvenberg       | 02     |
| 098. | Janez Zibler          | 02     |
| 103. | Karl Anderson         | 01     |
| 103. | Florian Beck          | 01     |
| 103. | Tomaž Cerkovnik       | 01     |
| 103. | Helmut Gstrein        | 01     |

| Rang | Name                  | Punkte |
| ---- | --------------------- | ------ |
| 01.  | Marie-Theres Nadig    | 289    |
| 02.  | Erika Hess            | 251    |
| 03.  | Hanni Wenzel          | 241    |
| 04.  | Christin Cooper       | 198    |
| 05.  | Irene Epple           | 181    |
| 06.  | Tamara McKinney       | 176    |
| 06.  | Perrine Pelen         | 176    |
| 08.  | Cindy Nelson          | 168    |
| 09.  | Christa Kinshofer     | 165    |
| 10.  | Fabienne Serrat       | 149    |
| 11.  | Daniela Zini          | 137    |
| 12.  | Maria Walliser        | 112    |
| 13.  | Doris De Agostini     | 110    |
| 14.  | Maria Epple           | 102    |
| 15.  | Olga Charvátová       | 084    |
| 16.  | Cornelia Pröll        | 078    |
| 17.  | Wanda Bieler          | 075    |
| 18.  | Maria Rosa Quario     | 064    |
| 19.  | Holly Flanders        | 063    |
| 20.  | Torill Fjeldstad      | 062    |
| 21.  | Claudia Giordani      | 061    |
| 21.  | Regine Mösenlechner   | 061    |
| 21.  | Jana Šoltýsová        | 061    |
| 24.  | Zoë Haas              | 058    |
| 25.  | Traudl Hächer         | 055    |
| 26.  | Piera Macchi          | 052    |
| 27.  | Kathy Kreiner         | 049    |
| 27.  | Nadeschda Patrakejewa | 049    |

| Rang | Name                        | Punkte |
| ---- | --------------------------- | ------ |
| 29.  | Abigail Fisher              | 47     |
| 30.  | Heidi Preuss                | 46     |
| 31.  | Lea Sölkner                 | 45     |
| 31.  | Gerry Sorensen              | 45     |
| 33.  | Elisabeth Kirchler          | 42     |
| 34.  | Brigitte Glur               | 37     |
| 35.  | Edith Peter                 | 35     |
| 36.  | Marie-Luce Waldmeier        | 33     |
| 37.  | Marie-Cécile Gros-Gaudenier | 32     |
| 38.  | Ursula Konzett              | 30     |
| 39.  | Cindy Oak                   | 25     |
| 40.  | Heidi Wiesler               | 22     |
| 41.  | Elisabeth Chaud             | 21     |
| 41.  | Bojana Dornig               | 21     |
| 41.  | Ingrid Eberle               | 21     |
| 44.  | Caroline Attia              | 20     |
| 45.  | Anne-Flore Rey              | 18     |
| 46.  | Michaela Gerg               | 17     |
| 46.  | Petra Wenzel                | 17     |
| 48.  | Annemarie Bischofberger     | 14     |
| 49.  | Roswitha Steiner            | 13     |
| 49.  | Anja Zavadlav               | 13     |
| 51.  | Sylvia Eder                 | 12     |
| 52.  | Erika Gfrerer               | 11     |
| 52.  | Laurie Graham               | 11     |
| 52.  | Elisabeth Kraml             | 11     |
| 52.  | Brigitte Nansoz             | 11     |
| 56.  | Anni Kronbichler            | 10     |

| Rang | Name                   | Punkte |
| ---- | ---------------------- | ------ |
| 57.  | Nataša Blažič          | 8      |
| 58.  | Sylviane Fabre         | 6      |
| 58.  | Lorena Frigo           | 6      |
| 58.  | Christine Klossner     | 6      |
| 61.  | Rosi Aschenwald        | 5      |
| 61.  | Andrea Haaser          | 5      |
| 61.  | Paoletta Magoni        | 5      |
| 61.  | Regina Sackl           | 5      |
| 65.  | Andreja Leskovšek      | 4      |
| 65.  | Annemarie Steiner      | 4      |
| 67.  | Sylvia Bonfini         | 3      |
| 67.  | Ariane Ehrat           | 3      |
| 67.  | Corinne Eugster        | 3      |
| 67.  | Brigitte Gadient       | 3      |
| 67.  | Karen Lancaster        | 3      |
| 67.  | Edith Lindner          | 3      |
| 67.  | Paola Marciandi        | 3      |
| 67.  | Catherine Quittet      | 3      |
| 67.  | Marianne Zechmeister   | 3      |
| 76.  | Diane Haight           | 2      |
| 76.  | Metka Jerman           | 2      |
| 76.  | Inge Krenn             | 2      |
| 76.  | Małgorzata Tlałka      | 2      |
| 76.  | Karin Unterseer        | 2      |
| 81.  | Blanca Fernández Ochoa | 1      |
| 81.  | Monika Henkel          | 1      |
| 81.  | Maria Maricich         | 1      |
| 81.  | Rita Näpflin           | 1      |

### Abfahrt
| Rang | Athlet                 | Punkte |
| ---- | ---------------------- | ------ |
| 1    | Harti Weirather        | 115    |
| 2    | Steve Podborski        | 110    |
| 3    | Peter Müller           | 095    |
| 4    | Peter Wirnsberger      | 073    |
| 5    | Uli Spieß              | 056    |
| 6    | Toni Bürgler           | 055    |
| 6    | Waleri Zyganow         | 055    |
| 8    | Gerhard Pfaffenbichler | 048    |
| 9    | Helmut Höflehner       | 047    |
| 10   | Franz Heinzer          | 043    |
| 10   | Leonhard Stock         | 043    |
| 12   | Ken Read               | 042    |
| 13   | Franz Klammer          | 037    |
| 14   | Josef Walcher          | 033    |
| 15   | Erwin Resch            | 032    |

| Rang | Athletin             | Punkte |
| ---- | -------------------- | ------ |
| 1    | Marie-Theres Nadig   | 120    |
| 2    | Doris De Agostini    | 110    |
| 3    | Cornelia Pröll       | 078    |
| 4    | Irene Epple          | 071    |
| 5    | Torill Fjeldstad     | 062    |
| 6    | Jana Šoltýsová       | 061    |
| 7    | Holly Flanders       | 060    |
| 7    | Cindy Nelson         | 060    |
| 9    | Elisabeth Kirchler   | 042    |
| 9    | Hanni Wenzel         | 042    |
| 11   | Maria Walliser       | 041    |
| 12   | Gerry Sorensen       | 039    |
| 13   | Edith Peter          | 035    |
| 14   | Marie-Luce Waldmeier | 033    |
| 15   | Kathy Kreiner        | 032    |

### Riesenslalom
| Rang | Athlet              | Punkte |
| ---- | ------------------- | ------ |
| 1    | Ingemar Stenmark    | 125    |
| 2    | Alexander Schirow   | 115    |
| 3    | Phil Mahre          | 084    |
| 4    | Joël Gaspoz         | 071    |
| 5    | Jean-Luc Fournier   | 062    |
| 6    | Christian Orlainsky | 061    |
| 7    | Bruno Nöckler       | 056    |
| 8    | Jacques Lüthy       | 053    |
| 9    | Hans Enn            | 052    |
| 10   | Jarle Halsnes       | 050    |
| 11   | Steve Mahre         | 046    |
| 12   | Boris Strel         | 045    |
| 12   | Hannes Spiss        | 045    |
| 14   | Gerhard Jäger       | 044    |
| 15   | Bojan Križaj        | 040    |

| Rang | Athletin           | Punkte |
| ---- | ------------------ | ------ |
| 1    | Tamara McKinney    | 102    |
| 2    | Marie-Theres Nadig | 097    |
| 3    | Irene Epple        | 078    |
| 3    | Erika Hess         | 078    |
| 3    | Hanni Wenzel       | 078    |
| 6    | Maria Epple        | 071    |
| 7    | Christin Cooper    | 069    |
| 8    | Christa Kinshofer  | 063    |
| 9    | Wanda Bieler       | 060    |
| 9    | Perrine Pelen      | 060    |
| 11   | Daniela Zini       | 056    |
| 12   | Cindy Nelson       | 048    |
| 13   | Fabienne Serrat    | 045    |
| 14   | Olga Charvátová    | 031    |
| 15   | Maria Rosa Quario  | 029    |

### Slalom
| Rang | Athlet              | Punkte |
| ---- | ------------------- | ------ |
| 1    | Ingemar Stenmark    | 120    |
| 2    | Phil Mahre          | 097    |
| 3    | Bojan Križaj        | 080    |
| 3    | Steve Mahre         | 080    |
| 5    | Paul Frommelt       | 077    |
| 6    | Alexander Schirow   | 070    |
| 7    | Wladimir Andrejew   | 062    |
| 8    | Piero Gros          | 048    |
| 9    | Stig Strand         | 046    |
| 10   | Bengt Fjällberg     | 045    |
| 10   | Franz Gruber        | 045    |
| 10   | Jarle Halsnes       | 045    |
| 13   | Christian Orlainsky | 044    |
| 14   | Paolo De Chiesa     | 043    |
| 15   | Marc Girardelli     | 040    |

| Rang | Athletin              | Punkte |
| ---- | --------------------- | ------ |
| 1    | Erika Hess            | 125    |
| 2    | Christin Cooper       | 086    |
| 3    | Perrine Pelen         | 081    |
| 3    | Daniela Zini          | 081    |
| 5    | Fabienne Serrat       | 063    |
| 6    | Hanni Wenzel          | 059    |
| 7    | Tamara McKinney       | 052    |
| 8    | Piera Macchi          | 051    |
| 9    | Nadeschda Patrakejewa | 046    |
| 10   | Claudia Giordani      | 043    |
| 11   | Maria Rosa Quario     | 035    |
| 12   | Maria Epple           | 031    |
| 13   | Brigitte Glur         | 030    |
| 13   | Ursula Konzett        | 030    |
| 15   | Cindy Nelson          | 029    |

### Kombination
| Rang | Athlet                 | Punkte |
| ---- | ---------------------- | ------ |
| 1    | Phil Mahre             | 102    |
| 2    | Andreas Wenzel         | 055    |
| 3    | Peter Müller           | 045    |
| 4    | Hans Enn               | 031    |
| 5    | Steve Mahre            | 029    |
| 6    | Siegfried Kerschbaumer | 028    |
| 7    | Even Hole              | 020    |
| 7    | Jacques Lüthy          | 020    |
| 7    | Herbert Plank          | 020    |
| 7    | Leonhard Stock         | 020    |

| Rang | Athletin           | Punkte |
| ---- | ------------------ | ------ |
| 1    | Marie-Theres Nadig | 80     |
| 2    | Hanni Wenzel       | 62     |
| 3    | Christa Kinshofer  | 52     |
| 4    | Erika Hess         | 51     |
| 5    | Fabienne Serrat    | 50     |
| 6    | Christin Cooper    | 41     |
| 7    | Cindy Nelson       | 40     |
| 8    | Perrine Pelen      | 35     |
| 8    | Maria Walliser     | 35     |
| 10   | Irene Epple        | 31     |

## Podestplatzierungen Herren

### Abfahrt
| Datum      | Ort                          | 1. Platz        | 2. Platz          | 3. Platz               |
| ---------- | ---------------------------- | --------------- | ----------------- | ---------------------- |
| 07.12.1980 | Val-d’Isère (FRA)            | Uli Spieß       | Ken Read          | Steve Podborski        |
| 14.12.1980 | Gröden (ITA)                 | Peter Müller    | Harti Weirather   | Steve Podborski        |
| 15.12.1980 | Gröden (ITA)                 | Harti Weirather | Uli Spieß         | Peter Müller           |
| 21.12.1980 | St. Moritz (SUI)             | Steve Podborski | Peter Wirnsberger | Peter Müller           |
| 10.01.1981 | Garmisch-Partenkirchen (FRG) | Steve Podborski | Peter Müller      | Harti Weirather        |
| 17.01.1981 | Kitzbühel (AUT)              | Steve Podborski | Peter Müller      | Peter Wirnsberger      |
| 24.01.1981 | Wengen (SUI)                 | Toni Bürgler    | Harti Weirather   | Steve Podborski        |
| 31.01.1981 | St. Anton am Arlberg (AUT)   | Harti Weirather | Peter Wirnsberger | Steve Podborski        |
| 05.03.1981 | Aspen (USA)                  | Waleri Zyganow  | Harti Weirather   | Gerhard Pfaffenbichler |
| 06.03.1981 | Aspen (USA)                  | Harti Weirather | Steve Podborski   | Franz Heinzer          |

### Riesenslalom
| Datum      | Ort                        | 1. Platz            | 2. Platz                        | 3. Platz          |
| ---------- | -------------------------- | ------------------- | ------------------------------- | ----------------- |
| 10.12.1980 | Madonna di Campiglio (ITA) | Ingemar Stenmark    | Alexander Schirow               | Gerhard Jäger     |
| 04.01.1981 | Ebnat-Kappel (SUI)         | Christian Orlainsky | Hans Enn                        | Jean-Luc Fournier |
| 06.01.1981 | Morzine (FRA)              | Ingemar Stenmark    | Joël Gaspoz                     | Bojan Križaj      |
| 26.01.1981 | Adelboden (SUI)            | Ingemar Stenmark    | Christian Orlainsky Boris Strel |                   |
| 03.02.1981 | Schladming (AUT)           | Ingemar Stenmark    | Hans Enn                        | Jean-Luc Fournier |
| 11.02.1981 | Voss (NOR)                 | Ingemar Stenmark    | Alexander Schirow               | Bruno Nöckler     |
| 14.02.1981 | Åre (SWE)                  | Ingemar Stenmark    | Alexander Schirow               | Phil Mahre        |
| 07.03.1981 | Aspen (USA)                | Phil Mahre          | Ingemar Stenmark                | Steve Mahre       |
| 14.03.1981 | Furano (JPN)               | Alexander Schirow   | Gerhard Jäger                   | Ingemar Stenmark  |
| 24.03.1981 | Borowez (BUL)              | Alexander Schirow   | Ingemar Stenmark                | Joël Gaspoz       |
| 28.03.1981 | Laax (SUI)                 | Alexander Schirow   | Phil Mahre                      | Ingemar Stenmark  |

### Slalom
| Datum      | Ort                          | 1. Platz          | 2. Platz          | 3. Platz            |
| ---------- | ---------------------------- | ----------------- | ----------------- | ------------------- |
| 09.12.1980 | Madonna di Campiglio (ITA)   | Ingemar Stenmark  | Paul Frommelt     | Bojan Križaj        |
| 11.01.1981 | Garmisch-Partenkirchen (FRG) | Steve Mahre       | Petar Popangelow  | Paul Frommelt       |
| 13.01.1981 | Oberstaufen (FRG)            | Paul Frommelt     | Ingemar Stenmark  | Steve Mahre         |
| 18.01.1981 | Kitzbühel (AUT)              | Ingemar Stenmark  | Wladimir Andrejew | Christian Orlainsky |
| 25.01.1981 | Wengen (SUI)                 | Bojan Križaj      | Marc Girardelli   | Ingemar Stenmark    |
| 01.02.1981 | St. Anton am Arlberg (AUT)   | Ingemar Stenmark  | Phil Mahre        | Jarle Halsnes       |
| 08.02.1981 | Oslo (NOR)                   | Ingemar Stenmark  | Bengt Fjällberg   | Wladimir Andrejew   |
| 15.02.1981 | Åre (SWE)                    | Phil Mahre        | Ingemar Stenmark  | Franz Gruber        |
| 15.03.1981 | Furano (JPN)                 | Phil Mahre        | Bojan Križaj      | Ingemar Stenmark    |
| 25.03.1981 | Borowez (BUL)                | Alexander Schirow | Steve Mahre       | Phil Mahre          |

### Kombination
| Datum                  | Ort                                         | 1. Platz       | 2. Platz       | 3. Platz         |
| ---------------------- | ------------------------------------------- | -------------- | -------------- | ---------------- |
| 10./14.12.1980         | Madonna di Campiglio / Gröden (ITA)         | Peter Müller   | Leonhard Stock | Andreas Wenzel   |
| 07.12.1980/ 04.01.1981 | Val-d’Isère / Ebnat-Kappel (FRA/SUI)        | Andreas Wenzel | Hans Enn       | Phil Mahre       |
| 06./10.01.1981         | Morzine / Garmisch- Partenkirchen (FRA/FRG) | Phil Mahre     | Peter Müller   | Andreas Wenzel   |
| 13./17.01.1981         | Oberstaufen / Kitzbühel (FRG/AUT)           | Phil Mahre     | Steve Mahre    | Ingemar Stenmark |
| 31.01./01.02.1981      | St. Anton am Arlberg (AUT)                  | Phil Mahre     | Herbert Plank  | Herbert Renoth   |

## Podestplatzierungen Damen

### Abfahrt
| Datum      | Ort                   | 1. Platz           | 2. Platz            | 3. Platz          |
| ---------- | --------------------- | ------------------ | ------------------- | ----------------- |
| 03.12.1980 | Val-d’Isère (FRA)     | Marie-Theres Nadig | Kathy Kreiner       | Irene Epple       |
| 12.12.1980 | Piancavallo (ITA)     | Marie-Theres Nadig | Torill Fjeldstad    | Doris De Agostini |
| 17.12.1980 | Zauchensee (AUT)      | Jana Šoltýsová     | Doris De Agostini   | Torill Fjeldstad  |
| 08.01.1981 | Pfronten (FRG)        | Cornelia Pröll     | Doris De Agostini   | Holly Flanders    |
| 12.01.1981 | Schruns (AUT)         | Doris De Agostini  | Cindy Nelson        | Irene Epple       |
| 19.01.1981 | Crans-Montana (SUI)   | Marie-Theres Nadig | Doris De Agostini   | Christa Kinshofer |
| 28.01.1981 | Megève (FRA)          | Doris De Agostini  | Marie-Theres Nadig  | Torill Fjeldstad  |
| 29.01.1981 | Megève (FRA)          | Marie-Theres Nadig | Doris De Agostini   | Cornelia Pröll    |
| 08.02.1981 | Haus im Ennstal (AUT) | Gerry Sorensen     | Irene Epple         | Cornelia Pröll    |
| 06.03.1981 | Aspen (USA)           | Elisabeth Kirchler | Regine Mösenlechner | Cindy Nelson      |

### Riesenslalom
| Datum      | Ort                   | 1. Platz           | 2. Platz          | 3. Platz          |
| ---------- | --------------------- | ------------------ | ----------------- | ----------------- |
| 04.12.1980 | Val-d’Isère (FRA)     | Irene Epple        | Perrine Pelen     | Christa Kinshofer |
| 08.12.1980 | Limone Piemonte (ITA) | Marie-Theres Nadig | Daniela Zini      | Fabienne Serrat   |
| 22.01.1981 | Haute-Nendaz (SUI)    | Tamara McKinney    | Hanni Wenzel      | Irene Epple       |
| 24.01.1981 | Les Gets (FRA)        | Tamara McKinney    | Christa Kinshofer | Hanni Wenzel      |
| 05.02.1981 | Zwiesel (FRG)         | Maria Epple        | Christa Kinshofer | Tamara McKinney   |
| 10.02.1981 | Maribor (SLO)         | Marie-Theres Nadig | Maria Epple       | Irene Epple       |
| 08.03.1981 | Aspen (USA)           | Tamara McKinney    | Erika Hess        | Wanda Bieler      |
| 13.03.1981 | Furano (JPN)          | Marie-Theres Nadig | Hanni Wenzel      | Christin Cooper   |
| 24.03.1981 | Wangs-Pizol (SUI)     | Erika Hess         | Christin Cooper   | Hanni Wenzel      |

### Slalom
| Datum      | Ort                  | 1. Platz        | 2. Platz              | 3. Platz          |
| ---------- | -------------------- | --------------- | --------------------- | ----------------- |
| 13.12.1980 | Piancavallo (ITA)    | Fabienne Serrat | Erika Hess            | Maria Rosa Quario |
| 18.12.1980 | Zauchensee (AUT)     | Perrine Pelen   | Christa Kinshofer     | Daniela Zini      |
| 21.12.1980 | Bormio (ITA)         | Perrine Pelen   | Nadeschda Patrakejewa | Erika Hess        |
| 13.01.1981 | Schruns (AUT)        | Erika Hess      | Claudia Giordani      | Tamara McKinney   |
| 21.01.1981 | Crans-Montana (SUI)  | Erika Hess      | Christin Cooper       | Hanni Wenzel      |
| 31.01.1981 | Les Diablerets (SUI) | Erika Hess      | Christin Cooper       | Daniela Zini      |
| 03.02.1981 | Zwiesel (FRG)        | Erika Hess      | Daniela Zini          | Christin Cooper   |
| 15.03.1981 | Furano (JPN)         | Erika Hess      | Christin Cooper       | Maria Epple       |
| 24.03.1981 | Wangs-Pizol (SUI)    | Erika Hess      | Daniela Zini          | Maria Walliser    |

### Kombination
| Datum          | Ort                                   | 1. Platz           | 2. Platz        | 3. Platz           |
| -------------- | ------------------------------------- | ------------------ | --------------- | ------------------ |
| 03./04.12.1980 | Val-d’Isère (FRA)                     | Marie-Theres Nadig | Irene Epple     | Christa Kinshofer  |
| 08./12.12.1980 | Limone Piemonte / Piancavallo (ITA)   | Marie-Theres Nadig | Fabienne Serrat | Erika Hess         |
| 19./21.01.1981 | Crans-Montana (SUI)                   | Christa Kinshofer  | Erika Hess      | Christin Cooper    |
| 24./28.01.1981 | Les Gets / Megève (FRA)               | Hanni Wenzel       | Tamara McKinney | Marie-Theres Nadig |
| 03./08.02.1981 | Zwiesel (FRG) / Haus im Ennstal (AUT) | Hanni Wenzel       | Maria Walliser  | Christin Cooper    |

## Nationencup
| Rang | Land               | Punkte |
| ---- | ------------------ | ------ |
| 1    | Schweiz            | 1541   |
| 2    | Österreich         | 1274   |
| 3    | Vereinigte Staaten | 1214   |
| 4    | Italien            | 722    |
| 5    | BR Deutschland     | 697    |
| 6    | Liechtenstein      | 495    |
| 7    | Frankreich         | 480    |
| 8    | Sowjetunion        | 405    |
| 9    | Schweden           | 374    |
| 10   | Kanada             | 314    |
| 11   | Jugoslawien        | 292    |
| 12   | Norwegen           | 232    |
| 13   | Tschechoslowakei   | 161    |
| 14   | Luxemburg          | 51     |
| 15   | Japan              | 33     |
| 16   | Bulgarien          | 24     |
| 17   | Belgien            | 18     |
| 18   | Irland             | 7      |
| 19   | Polen              | 2      |
| 20   | Spanien            | 1      |

| Rang | Land               | Punkte |
| ---- | ------------------ | ------ |
| 1    | Österreich         | 972    |
| 2    | Schweiz            | 643    |
| 3    | Vereinigte Staaten | 487    |
| 4    | Schweden           | 374    |
| 5    | Sowjetunion        | 356    |
| 6    | Italien            | 316    |
| 7    | Jugoslawien        | 244    |
| 8    | Kanada             | 207    |
| 8    | Liechtenstein      | 207    |
| 10   | Norwegen           | 170    |
| 11   | BR Deutschland     | 88     |
| 12   | Luxemburg          | 51     |
| 13   | Japan              | 33     |
| 14   | Bulgarien          | 24     |
| 15   | Frankreich         | 22     |
| 16   | Belgien            | 18     |
| 17   | Tschechoslowakei   | 16     |
| 18   | Irland             | 7      |

| Rang | Land               | Punkte |
| ---- | ------------------ | ------ |
| 1    | Schweiz            | 898    |
| 2    | Vereinigte Staaten | 727    |
| 3    | BR Deutschland     | 609    |
| 4    | Frankreich         | 458    |
| 5    | Italien            | 406    |
| 6    | Österreich         | 302    |
| 7    | Liechtenstein      | 288    |
| 8    | Tschechoslowakei   | 145    |
| 9    | Kanada             | 107    |
| 10   | Norwegen           | 62     |
| 11   | Sowjetunion        | 49     |
| 12   | Jugoslawien        | 48     |
| 13   | Polen              | 2      |
| 14   | Spanien            | 1      |

## Statistik der Podestplätze
Angegeben werden die Anzahl Podestplätze je Land und Disziplin sowie die Gesamtanzahl.

### Damen
| Land | Land | 1. | 2. | 3. | Total |
| ---- | ---- | -- | -- | -- | ----- |
| 01   | SUI  | 18 | 9  | 5  | 32    |
| 02   | FRG  | 03 | 7  | 8  | 18    |
| 03   | USA  | 03 | 6  | 8  | 17    |
| 04   | FRA  | 03 | 2  | 1  | 06    |
| 05   | LIE  | 02 | 2  | 3  | 07    |
| 06   | AUT  | 02 | –  | 2  | 04    |
| 07   | CAN  | 01 | 1  | –  | 02    |
| 08   | CSK  | 01 | –  | –  | 01    |
| 09   | ITA  | 0– | 4  | 4  | 08    |
| 10   | NOR  | 0– | 1  | 2  | 03    |
| 11   | URS  | 0– | 1  | –  | 01    |

| Land | Land | 1. | 2. | 3. |
| ---- | ---- | -- | -- | -- |
| 1    | SUI  | 6  | 5  | 1  |
| 2    | AUT  | 2  | –  | 2  |
| 3    | CAN  | 1  | 1  | –  |
| 4    | CSK  | 1  | –  | –  |
| 5    | FRG  | –  | 2  | 3  |
| 6    | NOR  | –  | 1  | 2  |
| 6    | USA  | –  | 1  | 2  |

| Land | Land | 1. | 2. | 3. |
| ---- | ---- | -- | -- | -- |
| 1    | SUI  | 4  | 1  | –  |
| 2    | USA  | 3  | 1  | 2  |
| 3    | FRG  | 2  | 3  | 3  |
| 4    | LIE  | –  | 2  | 2  |
| 5    | FRA  | –  | 1  | 1  |
| 5    | ITA  | –  | 1  | 1  |

| Land | Land | 1. | 2. | 3. |
| ---- | ---- | -- | -- | -- |
| 1    | SUI  | 6  | 1  | 2  |
| 2    | FRA  | 3  | –  | –  |
| 3    | ITA  | –  | 3  | 3  |
| 4    | USA  | –  | 3  | 2  |
| 5    | FRG  | –  | 1  | 1  |
| 6    | URS  | –  | 1  | –  |
| 7    | LIE  | –  | –  | 1  |

| Land | Land | 1. | 2. | 3. |
| ---- | ---- | -- | -- | -- |
| 1    | SUI  | 2  | 2  | 2  |
| 2    | LIE  | 2  | –  | –  |
| 3    | FRG  | 1  | 1  | 1  |
| 4    | USA  | –  | 1  | 2  |
| 5    | FRA  | –  | 1  | –  |

### Herren
| Land | Land | 1. | 2. | 3. | Total |
| ---- | ---- | -- | -- | -- | ----- |
| 01   | SWE  | 10 | 05 | 5  | 20    |
| 02   | USA  | 06 | 04 | 5  | 15    |
| 03   | AUT  | 05 | 12 | 7  | 24    |
| 04   | URS  | 05 | 04 | 1  | 10    |
| 05   | SUI  | 03 | 03 | 4  | 10    |
| 06   | CAN  | 03 | 02 | 4  | 09    |
| 07   | LIE  | 02 | 01 | 3  | 06    |
| 08   | YUG  | 01 | 02 | 2  | 05    |
| 09   | ITA  | 0– | 01 | 1  | 02    |
| 09   | LIE  | 0– | 01 | 1  | 02    |
| 11   | BUL  | 0– | 01 | –  | 01    |
| 11   | LUX  | 0– | 01 | –  | 01    |
| 13   | FRG  | 0– | 0– | 1  | 01    |

| Land | Land | 1. | 2. | 3. |
| ---- | ---- | -- | -- | -- |
| 1    | AUT  | 4  | 6  | 3  |
| 2    | CAN  | 3  | 2  | 4  |
| 3    | SUI  | 2  | 2  | 3  |
| 4    | URS  | 1  | –  | –  |

| Land | Land | 1. | 2. | 3. |
| ---- | ---- | -- | -- | -- |
| 1    | SWE  | 6  | 2  | 2  |
| 2    | URS  | 3  | 3  | –  |
| 3    | AUT  | 1  | 4  | 2  |
| 4    | USA  | –  | 1  | 2  |
| 5    | YUG  | –  | 1  | 1  |
| 6    | ITA  | –  | –  | 1  |
| 6    | SUI  | –  | –  | 1  |

| Land | Land | 1. | 2. | 3. |
| ---- | ---- | -- | -- | -- |
| 1    | SWE  | 4  | 3  | 2  |
| 2    | USA  | 3  | 2  | 2  |
| 3    | LIE  | 1  | 1  | 1  |
| 3    | URS  | 1  | 1  | 1  |
| 3    | YUG  | 1  | 1  | 1  |
| 6    | BUL  | –  | 1  | –  |
| 6    | LUX  | –  | 1  | –  |
| 8    | AUT  | –  | –  | 2  |
| 9    | NOR  | –  | –  | 1  |

| Land | Land | 1. | 2. | 3. |
| ---- | ---- | -- | -- | -- |
| 1    | USA  | 3  | 1  | 1  |
| 2    | SUI  | 1  | 1  | –  |
| 3    | LIE  | 1  | –  | 2  |
| 4    | AUT  | –  | 2  | –  |
| 5    | ITA  | –  | 1  | –  |
| 6    | FRG  | –  | –  | 1  |
| 6    | SWE  | –  | –  | 1  |

## Saisonverlauf

### Erwähnenswertes
- Bei den Slaloms und Riesenslaloms wurde sowohl bei den Damen als auch Herren generell für den zweiten Durchgang die sogenannte «Super-Bibbo-Regelung» angewendet, wonach mit dem/der Fünften des ersten Laufs begonnen wurde (bis zum/zur Ersten), danach ging es von Rang 6 weiter bis zum Ende des Klassements.
- Die Riesenslalomschwäche der Österreicherinnen hielt an und begann bereits im ersten Rennen am 4. Dezember in Val-d’Isère. Die Printmedien bereiteten ihre Leserschaft darauf vor, dass es einen «Weltcupauftakt ohne Hoffnung» geben wird und es momentan gelte, sich mit solchen Ergebnissen vertraut zu machen.[1][2] Die ÖSV-Damen blieben nicht nur (erneut nach dem Vorjahr) ohne Podestplatzierung, sondern erreichten überhaupt mit einmal Rang 9 (Anni Kronbichler, dies mit Start-Nr. 50 am 22. Januar in Haute-Nendaz) ein einziges Top-Ten-Ergebnis, demgegenüber kamen sie in drei Rennen nicht einmal in die Weltcup-Ränge. Auch im Slalom und in den Kombinationen gab es für sie keinen Podestplatz, Tiefpunkt war der Slalom am 23. Januar in Crans-Montana, als nur Elke Kunschitz auf Rang 36 (mit 12,09 s Rückstand) von 38 Klassierten aufschien.[3] – Dass Annemarie Steiner schon zuvor beim Slalom in Piancavallo (13. Dezember) als Einundzwanzigste die einzige im Klassement war, hatte seine Gründe doch auch in der Schockwirkung nach der Fast-Strangulation von Anni Kronbichler (siehe bitte Näheres unter «Verletzungen»). Hinsichtlich der Kombinationen waren es jene von Limone Piemonte /
Piancavallo und Crans-Montana, in denen keine in die Wertung kam.
- Auch die in den technischen Bewerben sich gewöhnlich in der Weltspitze befindlich gewesenen Herren des italienischen Verbandes brachten es lediglich auf einen dritten Platz im Riesenslalom und – dank noch des zweiten Platzes von Herbert Plank in der Kandahar-Kombination – auf zwei Podestplatzierungen.
- Beim ÖSV musste Abfahrtsspezialist Franz Klammer weiter als Fahrer der zweiten Startgruppe antreten und sich mannschaftsintern erst für die Rennen qualifizieren. Andererseits waren Werner Grissmanns Fixstartplätze in Gefahr. Abgesehen von der davongetragenen Verletzung am 19. Dezember in St. Moritz (siehe bitte Artikel zu «Verletzungen») wurde der Lienzer auch noch von Cheftrainer Karl Kahr am 30. Januar (also vor der Abfahrt in St. Anton am Arlberg) für fünf Tage gesperrt, weil er einen Tag zuvor einen Skischuh («Dynafit») getragen hatte, für den er keinen Poolvertrag unterschrieben hatte, worauf er kommentierte, dass er „um seine letzte Chance gebracht worden ist“.[4][5]
- Die zweifache Junioren-Europameisterin und Weltmeisterschafts-Kombinationsbronzemedaillengewinnerin 1972 Torill Fjeldstad stellte nicht nur ihre persönliche Bestmarke mit Rang 2 am 12. Dezember 1980 in der Abfahrt von Piancavallo auf, so gut war eine Läuferin aus Norwegen überhaupt im Weltcup noch nie gewesen (dazu erreichte sie auch noch zwei dritte Abfahrtsplätze). Einen norwegischen Damensieg in einem «großen» Bewerb hatte es bislang lediglich im Slalom bei den Skiweltmeisterschaften 1958 in Bad Gastein durch Inger Bjørnbakken gegeben (erst Merete Fjeldavlie war am 8. März 1992 beim Super-G von Vail die erste Dame des Norges Skiforbund, welche ein Weltcup-Rennen gewann).
- Erstmals scheint der Skiverband von Luxemburg auf dem Podest auf; der für den Kleinstaat startende Vorarlberger Marc Girardelli wurde mit Start-Nr. 29 Zweiter beim Lauberhorn-Slalom am 25. Januar.[6]
- Es gab auch praktisch eine Terminüberschneidung, denn am 7. Februar war in Schladming eine Herrenabfahrt am Terminkalender (sie musste aber abgesagt werden; siehe bitte Artikel «Absagen, Verschiebungen»), schon am 8. Februar am Kirkerudbakken von Oslo den von Ingemar Stenmark gewonnenen Slalom.[7]
- Der Herrenslalom von Borowez zählte bei der Erstellung der für die kommende Saison 1981/82 geltenden FIS-Weltranglisten nicht, weil es eine Regelwidrigkeit (10 Meter zu viel Höhenunterschied) gegeben hatte. Es stand bei diesen Beschlussfassungen beim FIS-Kongress in Puerto de la Cruz auch im Raum, das Rennen selbst nachträglich nicht für den Weltcup zu werten, was jedoch nicht geschah. Allerdings hätte eine solche Maßnahme nichts am Gesamt-Weltcupsieg von Phil Mahre geändert.[8]

### Die ersten Siege
Herren:

Die herausragende neue Sieger war Alexander Schirow, der zum Saisonende mit drei Riesenslalom- und einem Slalomsieg, beginnend mit dem «Riesen» in Furano am 14. März, erfolgreich war, jedoch war in der chronologischen Reihenfolge Waleri Zyganow mit seinem Abfahrtssieg am 5. März in Aspen der erste Sieger für die Sowjetunion gewesen. Harti Weirather war in der zweiten Abfahrt in Gröden (15. Dezember) erstmals erfolgreich (er konnte noch zwei weitere Abfahrten für sich holen). Beim Riesenslalom in Ebnat-Kappel (4. Januar) war Christian Orlainsky die Überraschung, denn er war nach dem ersten Lauf (mit Start-Nr. 23) Neunter gewesen – und auf Grund der Startreihenfolge mit der «Super-Bibbo»-Regel schien Hans Enn (als Erster nach dem 1. Durchgang und nun auch in Führung liegend) nicht mehr zu schlagen zu sein.
Damen:

Die überragende Premierensiegerin war zweifelsohne Slalom-Bronzemedaillengewinnerin Erika Hess, die am 13. Januar den Torlauf in Schruns (nach Rang 4 im ersten Lauf) für sich entschied und damit den Start von sechs Saisonsiegen im Slalom und einem im Riesenslalom – und zu einer großartigen Karriere hinlegte. Ihr (zudem mit 1,73 s Vorsprung souverän ausgefallener) Sieg war nach den zuletzt gezeigten Leistungen – u. a. nebst Spitzenplätzen im Weltcup auch vier Erfolge in FIS- bzw. Europacup-Rennen (u. a. am 6. Januar im Riesenslalom in Saanen-Schönach) keine große Überraschung.
Zu notieren war auch der erste Sieg für die damalige Tschechoslowakei und für Jana Šoltýsová bei der Abfahrt in Zauchensee am 17. Dezember. Auch Cornelia Pröll, die jüngste Schwester von Annemarie Moser-Pröll (am 8. Januar in Pfronten), Gerry Sorensen (am 8. Februar in Haus im Ennstal, dies mit Start-Nr. 30) und Elisabeth Kirchler (am 13. März in Aspen) kamen, jeweils in einer Abfahrt, zu ihren Premierenerfolgen. Außerdem feierte Tamara McKinney im Riesenslalom am 22. Januar in Haute-Nendaz ihren ersten Sieg, dem gleich noch zwei weitere – und bekanntlich auch eine sehr erfolgreiche Skikarriere folgten.

### Dies und das
Herren:
- Franz Klammer ging in den ersten Trainings in Val d'Isère hinsichtlich seiner Skimarke «fremd», indem er «Blizzard»-Skier verwendete.[14] Dies dürfte aber auch auf die Insolvenz seines bisherigen Skifabrikanten «Kneissl» zurückzuführen gewesen sein, denn dieser schied aus dem österreichischen Skipool aus, weshalb auch andere ÖSV-Läufer auf andere Produkte umstiegen; so wählte Leonhard Stock «Atomic» und Hannes Spiß «Kästle».[15]
- Am 4. Januar in Ebnat-Kappel schied Ingemar Stenmark nach vier Jahren erstmals wieder in einem Weltcup-Riesenslalom aus (u. zw. diesmal bereits im 1. Lauf; zuletzt war er im 2. Durchgang am 9. Januar 1977 in Garmisch-Partenkirchen auf der Strecke geblieben). Nebst Sieger Orlainsky gab es noch einen weiteren Überraschungsmann: der 17-jährige Pirmin Zurbriggen wurde mit Start-Nr. 46 Siebter.[16]
- Garmisch-Partenkirchen wurde am 7. Januar mit einem Meter Neuschnee beglückt, was zu einer Absage des ersten Trainings führte: Die Pistenkommandos leisteten aber hervorragende Arbeit, so dass die Rennen termingemäß stattfanden.[17] Der damals unbekannte Helmut Höflehner lieferte als Vierter mit N° 21 eine Talentprobe ab.
- Beim Slalom in Garmisch-Partenkirchen kehrte der eigentlich bereits im Sommer (wegen seiner am 6. August erfolgten Eheschließung mit Rosi Mittermaier) zurückgetretene Christian Neureuther in den Weltcup zurück (nach seinen Angaben nach 2 Tagen Training als Vorbereitung), wobei er – nach Rang 2 im ersten Lauf – letztlich Sechster wurde. – Der Slalom verlief sehr ausfallsreich – von 81 Gestarteten konnten zum 2. Lauf noch 55 ins Rennen gehen, letztlich wurden 40 klassiert – und es gab einen Totalausfall der ÖSV-Läufer, aber auch u. a. Ingemar Stenmark, Andreas Wenzel, Martial Donnet, Joël Gaspoz und Peter Lüscher waren ausgefallen (kein Schweizer Fahrer kam in die Weltcupränge). Eine weitere Auffälligkeit war, dass es sich um den bisher kürzesten Herrenslalom in der Weltcupgeschichte handelte (Siegerzeit 80,07 s); der bisher kürzeste hatte auch am Gudiberg, u. zw. am 6. Januar 1975, stattgefunden, als Piero Gros in 82,40 Sekunden gewann.[18]
- In der Kombination Morzine/Garmisch-Partenkirchen (6./10. Januar) gewann Irland durch den neunten Rang von Robert McKee seine ersten Weltcuppunkte (McKee war zwar Letzter geworden, aber es waren nur neun Läufer in die Wertung gekommen).
- Auch der Slalom in Oberstaufen war ausfallsreich (nur ein Drittel der jeweils Gestarteten kamen in beiden Durchgängen in die Wertung). Das lag an der nicht optimalen Pistenpräparierung. Es gab auch neue Slalomstangen aus den USA, die ein Kugelgelenk nahe der Schneeoberfläche aufwiesen, weshalb sie kaum mehr ausgerissen wurden. Allerdings wurde die Arbeit der Torrichter erschwert, weil sich die Stangen auch nach einem Drüberfahren (somit einem Torfehler) wieder aufrichteten.
- Einen «Wermutstropfen» gab es für den eben erst zurückgekehrten Christian Neureuther, dem seitens des DSV ein Antreten wegen nicht eingehaltener Vorschriften des Skipools untersagt wurde. Am 13. Januar entschied die Rennsportkommission des DSV, Neureuther überhaupt «aus sportlichen Gründen» nicht mehr einsetzen zu wollen, weil er in ihren Vorstellungen vom Neuaufbau der Mannschaft «nicht hineinpasse». Aus sportrechtlichen Gründen habe Neureuther zudem mit seiner Frau Rosi «geschäftliche Verträge geschlossen, die den Zulassungsbestimmungen der FIS entgegenstehen, man müsse Proteste von anderen Ländern fürchten». Selbst eine «B-Lizenz» war für Neureuther nicht möglich, da der DSV vor drei Jahren mit Rücksicht auf den Skipool beschlossen hatte, keine solchen an seine Läufer zu vergeben. Dazu hatten Rennsportleiter Klaus Mayr und Herrencheftrainer Günter Osterrieder befürchtet, dass «Neureuthers geschäftliche Verpflichtungen einen Sonderstatus benötigt hätte, der den Neuaufbau kompromittiert hätte»[19][20]
- Eine kuriose Situation gab es am 14. Januar hinsichtlich der trotz Schönwetters und bester Pistenverhältnisse erfolgten Absage des Trainings auf der Streif, wobei die Schuldfrage zwischen dem Technischen Delegierten der FIS und der Jury hin- und hergeschoben wurde. Diese Abfahrt in Kitzbühel wurde aber doch „geschichtsträchtig“, denn zum ersten Male in seiner Karriere ging Ingemar Stenmark in einer Weltcup-Abfahrt an den Start. Es hatte zwar gegen dessen Antreten einen Protest der US-Teamführung «wegen zu später Meldung» gegeben, doch dieser wurde mit 3:1 abgelehnt, weil «fast 50 % aller Läufer zu spät gemeldet hätten» (Siehe dazu bitte auch die Ausführungen im Themenbereich «Weltcup-Entscheidungen».)[21][22] Es hielt sich aber auch nach der Abfahrt die Kritik an der Pistenpräparierung, die zu spät begonnen habe und nicht ordnungsgemäß erfolgt sei. Selbst Karl Schranz wunderte sich über nicht weg geräumten Neuschnee, im ZDF forderte Kommentator Harry Valérien einen Abbruch des Rennens.[23]
- Am 15. Januar nahm auch Gustav Thöni als Vorläufer beim Hahnenkamm-Training teil, allerdings in der Rolle eines Schauspielers im italienischen Film «Der Abfahrtsläufer» (korrekter Titel eher Un centesimo di secondo). Darin mimt er einen Rennläufer, der mit seinem erfolgreichen Comeback den Lebenswillen eines schwer verletzten Teamkameraden wieder erweckt (offensichtlich eine Anspielung auf das Drama um Leonardo David).[24]
- Die Hahnenkammabfahrt war zudem eine TV-Show, denn ORF-Regisseur Luki Schmidtleitner baute die Übertragung noch mehr aus; nebst den schon bekannten zeitversetzten Einspielungen vom Start, der Mausefalle und dem Steilhang, gab es auch noch eine «Spionkamera» aus jenem Bereich, in dem sich die Läufer vor dem Start vorbereiteten.[25]
- Während im Klassement der so genannten «Weltcup-Kitzbühel-Kombination» wenigstens neun Läufer aufschienen, waren es bei der nicht zum Weltcup zählenden «Original-Kombination» (Sieger Bohumír Zeman) nur vier. Bei dieser Kombination gab es erneut (nachdem dies bereits bei der Kombination am 7./8. Dezember 1979 der Fall gewesen war) einen Doppelsieg für Phil vor Steve Mahre.
- Beim Kitzbüheler Slalom fanden im ersten Durchgang die Läufer mit höheren Startnummern eine griffigere Piste vor (die Gruppe 1 hatte auf eisigen Verhältnissen fahren müssen), so dass es einen überraschenden Zwischenstand mit Franz Gruber (Nr. 28) vor Wladimir Andrejew (allerdings Nr. 1) und Toshihiro Kaiwa (Nr. 30) gab, während der spätere Sieger Stenmark nur auf Rang 9 lag.[26]
- Im Kandahar-Slalom am 1. Februar in St. Anton schien sich ebenfalls eine Sensation anzubahnen, als die auf einem schattigen Hang liegende Piste im ersten Durchgang eine Eisschicht aufgewiesen und die Läufer der ersten Gruppe zu Vorsicht gezwungen hatte. Die Verhältnisse verbesserten sich später, die Piste war griffiger geworden, mehrere Läufer mit höheren Nummern profitierten davon, und mit Start-Nr. 57 gelang Wolfram Ortner sogar die Halbzeit-Führung, während Ingemar Stenmark mit 0,77 s Rückstand Rang 12 belegte. Doch der Schwede fuhr noch zum Sieg, Ortner konnte Rang 5 retten. In der Kombination wurden nur fünf Läufer gewertet, so dass der Belgier Henri Mollin gleich zu elf Punkten kam.[27]

Damen:
- Für den Weltcupauftakt, die Abfahrt beim «Kriterium des ersten Schnees» am 3. Dezember in Val d'Isère, hätten sich beim ÖSV noch drei der sechs in Betracht kommenden Läuferinnen in letzten Zeitfahrten ihre Teilnahmeberechtigung holen sollen, doch sie stürzten oder begingen Torfehler. So wurden die Zeiten des vortägigen ersten Zeitlaufes herangezogen.
- Der Riesenslalom in Limone Piemonte (8. Dezember) verlief grenzwertig, weil es eine eisige Piste gab, mit der neben Siegerin Marie-Theres Nadig auch die italienischen Läuferinnen gut zurechtkamen, weshalb jegliche Versuche anderer Nationen, einen Abbruch zu erzwingen, fehlschlugen.[28]
- Im Slalom in Zauchensee überraschte Roswitha Steiner mit Start-Nr. 43, sie wurde auf Rang 11 beste des ÖSV-Teams. Demgegenüber hatten die SSV-Damen einen schlechten Tag, sechs schieden aus – und die einzig Klassierte war Zoë Haas auf Rang 29, was den letzten Platz bedeutete.[29], doch bereits in Bormio gab es mit Rang 21 von Ingrid Eberle wieder eine gröbere Niederlage der ÖSV-Vertreterinnen. Auffallend war, dass gleich zwei Läuferinnen der Föderativen Republik Jugoslawien, Bojana Dornig und Anja Zavadlav, als Neunte und Zehnte, in die Weltcupränge kamen.[30]
- In Schruns kam es am 12. Januar zu einem Treffen der Sprecherinnen der Ski-Damen (Hanni Wenzel, Cindy Nelson, Irene Epple, Ingrid Eberle) mit FIS-Präsident Marc Hodler und Weltcup-Chef Serge Lang, in welchem es um die Reduzierung ihres Rennprogramms, Aufwertung der Damenrennen und bessere Termine (Wochenende) ging.[31][32]
- Bei der Damen-Abfahrt in Pfronten, die am 8. Januar (zwar nur in einfacher Ausfertigung) ausgetragen werden konnte, kam die österreichische Läuferin Annemarie Steiner als letzte aller Starterinnen (mit Nr. 58) auf Rang 12. Keine gute Nachrichten gab es allerdings für die DSV-Vertreterinnen – nicht nur, dass Heidi Wiesler als Beste nur auf Rang 12 kam, gab es auch Kritik an deren Abfahrtsanzügen.[33] Das «Belächeln» der Rennanzüge der deutschen Läuferinnen endete aber schon am 12. Januar in Schruns, als Irene Epple Dritte wurde. Die Bestzeit in dieser Abfahrt erzielte zwar Marie-Therese Nadig, doch sie hatte einen Torfehler begangen. Aber mit Doris De Agostini war eine Teamkollegin siegreich.[34]

### Verletzungen
Herren:
- Am 12. Dezember verletzte sich Anton Steiner bei einem Sturz im Abfahrtstraining in Gröden schwer. Er wurde zuerst mit dem Hubschrauber nach Brixen, danach in die Universitätsklinik nach Innsbruck geflogen. Dort wurden eine Schulterluxation und der Verdacht eines Seitenbandeinrisses im Knie diagnostiziert.[35]
- Nachdem in St. Moritz bereits die Trainings am 18. Dezember von Stürzen begleitet waren (allerdings wegen Schneefalls und schlechter Sicht, daher Abbruch nach 19 Läufern[36]) und am 19. Dezember Werner Grissmann bei einem Sturz Brustkorb- und Schulterverletzungen davongetragen hatte[37], kam beim Abschlusstraining am 20. Dezember Uli Spieß schwer zu Sturz. Bei der Operation am 22. Dezember in Innsbruck wurden Risse von Innen- und Außenband sowie zwei Kreuzbändern festgestellt (keine Schädigung der Menisci), somit fiel er für die gesamte Saison aus.[38][39] Die Genesungsdauer von Spieß verlängerte sich durch einen aufgetretenen Lungeninfarkt.[40]
- Die Abfahrt am 10. Januar in Garmisch-Partenkirchen brachte zwei schwerer Verletzte: Den Österreicher Leonhard Stock, dem nach Untersuchungen in Innsbruck ein «Hals-Thorax-Gips» und Gips am Brustkorb angelegt wurde, und den Kanadier Ken Read: für diesen war der Untersuchungsbefund niederschmetternd, denn er hatte, neben Nasenbeinbruch und Schnittwunden, einen Kreuzband- und Innenbandriss im linken Knie erlitten, womit das Saisonende gegeben war. Er wurde am 13. Januar im «Saint-Paul»-Hospital in Vancouver operiert und es hieß, er müsste sechs bis acht Monate pausieren, ehe er wieder mit dem Training beginnen könne. Read teilte mit, dass er diese Zeit nützen wolle, um sein Studium der Wirtschaftswissenschaften an der Universität in Calgary fortzusetzen.[41][42] Stocks Comeback erfolgte am 18. Februar bei den österreichischen Abfahrtsmeisterschaften auf der Kemathöhenpiste bei Radstadt, bei denen er Rang 4 belegte.[43][44]
- Relativ glimpflich verlief ein Trainingssturz am 15. Januar in Kitzbühel für Erwin Resch, der sich eine Rippe brach; vom Arzt wurde eine Pause von drei Wochen verordnet.[45]
- Für Peter Müller schien die Saison mit dem Sturz in der Lauberhorn-Abfahrt am 24. Januar zu Ende: Bei der letzten Zwischenzeit in Führung liegend, riskierte in der Einfahrt aus dem S in den Zielhang alles und landete in den Strohballen; zwar konnte die ausgerenkte Schulter während des Hubschrauberflugs nach Interlaken «begradigt» werden und er am Abend das Hospital verlassen, es schienen drei bis vier Wochen Rennpause unabänderlich.[46] Er kehrte früher als erwartet auf die Pisten zurück; er war zu den Trainings für die am 7. Februar geplante Abfahrt auf der Planai eingetroffen[47], welche dann aber nicht stattfinden konnte (siehe bitte Artikel «Absagen, Verschiebungen»), doch nahm er am 21. Februar bei den Schweizer Meisterschaften in Wangs-Pizol teil, wo er in der Abfahrt Zweiter (ex aequo mit Walter Vesti) hinter Toni Bürgler wurde, bevor er zu den beiden Abfahrten in Aspen antrat (Ränge 4 und 5).

Damen:
- Beim Einfahren zum Slalom in Piancavallo (13. Dezember) erlitt Anni Kronbichler eine Verletzung an der Oberlippe und hatte noch Glück im Unglück: sie wurde von einem Drahtseil eines gerade aufgezogenen Transparents abgefangen, wodurch die Oberlippe zweimal gespalten wurde. Ein deutscher Arzt brachte sie in die Klinik.[48]
- Christa Zechmeister zog sich am 22. Dezember beim Einfahren zu einem FIS-Slalom in Hinterthiersee einen Bänderriss zu.[49]
- Bei Lea Sölkner, die vom Slalommetier kam und vorerst sogar mit Bestzeiten in den Abfahrtstrainings in Val d'Isère hatte aufhorchen lassen und dies mit Rang 4 hatte bestätigen können, am 21. Dezember auch noch Zweite in einem FIS-Riesenslalom in Hinterthiersee geworden war[50][51][52], erwies sich eine im Dezember erlittene Verletzung schwerer als befürchtet. Die Steirerin wurde um den 10. Januar in Hohenems an einem Bänderriss im Knöchel operiert; dabei war auch eine Kapselverletzung diagnostiziert worden.[53]
- Hinsichtlich Ingrid Eberle hatte es Entwarnung gegeben. Ihre bei einem FIS-Torlauf in der Schweiz erlittene Verletzung stellte sich bei einer Untersuchung im Krankenhaus Hohenems nur als Zerrung, nicht als Bänderriss, heraus, so dass sie bis zu den Pfronten-Rennen wieder fit sein sollte.[54]
- Hanni Wenzel kam beim Slalom am 31. Januar in Les Diablerets nach wenigen Metern, als ihr die Bindung aufging, zu Sturz, wobei sie den Bruch des kleinen Fingers der rechten Hand erlitt.[55]

### Absagen und Verschiebungen
Herren:
- Die schlechten Witterungsverhältnisse verhinderten in Val-d’Isère die Durchführung des am 5. Dezember geplanten Abfahrtslaufes (trotz längeren Zuwartens gab es eine Absage mit der Option, am 6. Dezember entweder diese Abfahrt oder den vorgesehenen Riesenslalom zu fahren).[56] Doch auch dieser Termin hielt nicht; nach längeren Debatten entschieden die Mannschaftsführer, die Abfahrt am 7. Dezember durchzuführen. Diese kam jedoch einer «Lotterie» (anfänglich Wind und Nebel) nahe, denn nur Sieger Uli Spieß, die drei Kanadier Ken Read, Steve Podborski und Dave Irwin sowie Toni Bürgler kamen als Läufer der ersten Startgruppe zu Weltcuppunkten (der viertplatzierte Kanadier Chris Kent hatte die Nr. 37, Pete Patterson auf 6 die 25, Dave Murray auf 7 die 27 und Gerhard Pfaffenbichler auf 8 die 50). Der entfallene Riesenslalom wurde für 3. Februar in Schladming programmiert und auch an diesem Tag austragen.[57][58] Die vorgesehene Kombination entfiel aber vorerst wegen Fehlens des Riesenslaloms, doch wurde sie dann mit jenem im Ebnat-Kappel verbunden.[59] Schladming wurde auch vorsorglich dafür konsigniert, eine weitere Abfahrt auszutragen, falls Wengen nicht seine beiden Abfahren durchführen könne.[60]
- Allerdings konnte Schladming die als «Weltmeisterschaftsprobe» gedachte Abfahrt am 7. Februar (mit Verschiebung auf 8. Februar) auf der Planai wegen zu großen Gefahren (am 7. Februar hatte der Nieselregen die Brillen beschlagen[61], so dass die Fahrer keine Sicht gehabt hätten, am 8. Februar hatten Minusgrade die Piste in eine Eisplatte verwandelt) nicht durchführen (dies im Gegensatz zu den Damen in Haus im Ennstal) (8. Februar). Da Franz Klammer für diese Abfahrt auf Grund der Trainingsergebnisse nicht qualifiziert war, war es nicht verwunderlich, dass die Zuschauer riefen, der Kärntner „hätte Rache genommen“.[62] Letztlich wurde am 13. Februar beschlossen, die vorgenannte Abfahrt in Aspen, wo bereits eine Abfahrt laut Rennkalender geplant war, nachzuholen. Dort sicherte Kunstschnee die Durchführung der Rennen.[63][64] Zwar gab es am 4. März einen Schneesturm, der keine Trainings zuließ[65], doch konnten die Rennen dann lt. Plan gefahren werden.[66]

Damen:
- Es hätten am 6. und 7. Januar in Pfronten zwei Abfahrten ausgetragen werden sollen. Regen hatte die Piste auf einigen Stellen erheblich aufgeweicht. Trainings und Zeitläufe konnten nicht stattfinden.[67] Vorerst gab es eine sonderbare Verschiebung, indem die «zweite Abfahrt» zum geplanten Termin am 7. Januar und die «erste Abfahrt» am 8. Januar stattfinden sollten. Doch bereits am 6. Januar musste der Termin 7. Januar fallen gelassen werden, denn die erforderlichen Zeitläufe mussten gestoppt werden (just zum Augenblick, als am 6. Januar die erste Vorläuferin gestartet war, setzten dichter Schneefall und Sturm ein).[68] Endlich konnten am 7. Januar zwei Trainingsläufe stattfinden, bei denen Cornelia „Conny“ Pröll mit jeweils Bestzeit ihre Sieganwartschaft verdeutlichte.[69] Die Pfronten-Absage erforderte neue Programmierungen, wobei vorerst Crans-Montana mit den Terminen 18./19. Januar vorgesehen war[70], jedoch musste der Westschweizer Veranstalter letztlich angesichts des aufgekommenen starken Schneefalls und auch der schlechten Sicht bei der Abfahrt froh sein, wenigstens seine eigene Veranstaltung, und dabei den Slalom um einen Tag verspätet, über die Bühne zu bringen.[71][72][73]
- Die Pfronten-Abfahrt konnte aber dann doch nachgetragen werden, u. zw. am 29. Januar auf der Piste L'Etret von Megève, nachdem dort einen Tag vorher der Veranstalter seine Abfahrt durchgeführt hatte.[74]
- Während der Slalom in Zwiesel programmgemäß am 3. Februar vonstattenging, musste der Riesenslalom wegen heftiger Schneefälle um 24 Stunden auf den 5. Februar verschoben werden.[75][76]
- Der Riesenslalom in Maribor am 10. Februar war gerade noch wegen nicht optimaler Pistenverhältnisse «mit etwas Nachsicht durch die Läuferinnen» absolviert worden, aber anderntags ging gar nichts mehr. Die Damen stellten sich am Zielhang auf, doch die Rennleitung beschloss rasch die Absage. Die Veranstalter selbst wehrten sich drei Tage später gegen die Vorwürfe und die Blockade.[77][78] Vorerst wurde für den Nachtrag der 25. März in Kranjska Gora genannt[79], doch wurden der von vornherein dort geplant gewesene Riesenslalom als auch der Maribor-Slalom nach Wangs-Pizol verlegt. (Quelle: siehe bitte weitere Überschrift "Saisonabschluss" in diesem Artikel)

Saisonabschluss:

Die Abschlussrennen samt den nur zum Nationencup zählenden Parallelslaloms waren vom 26. bis 29. März in Kranjska Gora geplant, jedoch gab es dort schon richtig Frühling – so wurden die Herrenrennen nach Laax, die der Damen nach Wangs-Pizol (inkl. des abgesagten Riesenslaloms von Maribor), und beide Parallelslaloms am 29. März auch nach Laax verlegt.

### Rücktritte
Claudia Giordani, Kathy Kreiner, Edith Peter, Regina Sackl, Nicola Spieß bzw. Mauro Bernardi, Sepp Ferstl, Erik Håker, Herbert Plank und bereits im Januar 1981 Andy Mill sowie im Februar Christian Neureuther. Zudem beendete Kärntner Technikspezialist Manfred Brunner, der für den Niederländischen Skiverband gestartet, aber erfolglos geblieben war, seine Karriere.